# Philippe Le Sueur de Petiville
Pour les articles homonymes, voir Lesueur.
Philippe Le Sueur, sieur de Petiville, né le 31 mars 1607 à Caen où il est mort le 24 décembre 1657, est un poète néolatin.

## Biographie
Le Sueur, qui était huguenot, voyage beaucoup dans sa jeunesse. De retour dans sa patrie, il obtint, à l’âge de vingt-six ans une charge de conseiller au Parlement de Normandie, charge qu’il exerça, selon Huet, avec beaucoup d’intégrité.
Poète et érudit, il cultive la poésie latine avec quelque succès, et devient l’un des membres distingués de l’Académie royale des Belles-Lettres de Caen à l’époque de sa fondation. Antoine Halley lui consacre sept vers dans son poème, Cadomus (Opuscula, p. 17), et se voit adresser par lui une élégie que l’on trouve dans le même recueil, p. 442.
En 1634, il épouse Marie Addée (fille d’Emmanuel Addée, conseiller secrétaire du roi, et de Marie Berger), dont il a deux enfants et un petit-fils, Jacques, sieur de Cairon, né en 1673 et encore signalé comme huguenot en 1749. Le Sueur est ami et presque allié avec Samuel Bochart, dont la fille, Esther, a épousé son frère, Pierre, sieur de Colleville, conseiller au Parlement. 

## Œuvres
Il a écrit, suivant Huet, des vers faciles et ingénieux, dont aucun n’a été imprimé. Parmi les pièces liminaires de Geographiæ sacræ pars prior, Phaleg, de S. Bochart, Cadomi, 1646, figurent des vers latins dont il est l’auteur.

## Pour approfondir